# 寺本広作
寺本 広作（てらもと こうさく、1907年8月29日 - 1992年4月7日）は日本の政治家、官僚。熊本県知事（公選第4-6代）、参議院議員（2期）。

## 来歴・人物
熊本県宇土郡不知火町（現宇城市）出身。旧制第五高校を経て、1932年に東京帝国大学法学部を卒業し、内務省に入省。高知県属。内務大臣（兼任）東條英機の秘書官や、情報局の新聞課長などを務め、終戦後は1950年8月1日に労働事務次官に就任した。次官時代の1952年2月、女子及び年少者の人身売買に関する件で衆議院行政監察特別委員会に証人喚問された。情報局時代に上司だった緒方竹虎との交流もあり、1953年に官僚を辞して改進党より参議院議員選挙に出馬、熊本県地方区で初当選。第2次鳩山一郎内閣では文部政務次官を務めた。
「清正公さん（の統治期間）も12年。知事は3期12年まで」という言葉を掲げ、1959年の知事選挙で4選を目指す桜井三郎に挑戦し、1万票差で当選。2選目の1963年も自民党の公認を得たが、熊本県連がこれに反発して熊本市長の坂口主税を擁立。6万票差でこれを退けて再選した。3選目は30万票以上の差をつけ圧勝したが、自らも4選を目指した1971年の選挙では沢田一精が公認され、幹事長田中角栄の仲裁で出馬を断念した。同年、参議院議員選挙に熊本県選挙区から出馬し当選。自民党では田中が幹部だった佐藤派（周山会）に所属。1972年の佐藤引退後の角福戦争では田中派に参加し、1977年の任期満了で退任。
1977年秋の叙勲で勲一等瑞宝章受章（勲五等からの昇叙）。
1992年4月7日、急性心筋梗塞のため死去、84歳。死没日をもって従五位から正四位に叙される。
麻雀や酒に手を出さず、官僚らしい性格と言われた。

## 家族
- 父・寺本武作 ‐ 熊本県宇土郡不知火村の貧農。広作はその三男五女の末っ子に生れ、文字どおりの赤貧洗うがごとき少年時代を送ったという[6]。
- 妻・富士子 ‐ 横浜税関長（のち日本製鉄常務）・飯田九州雄の長女。母方祖父に満鉄大連病院長の河西健次。
- 長男・寺本清 ‐ 日本銀行考査局長を経て福岡銀行頭取
- 二男・寺本泉 ‐ 大蔵省大臣官房審議官を経て整理回収機構副社長
- 長女・まり子 ‐ 西田典之の妻